# Musoniola plurilobata
Musoniola plurilobata är en bönsyrseart som beskrevs av Cândido Firmino de Mello-Leitão 1937. 
Musoniola plurilobata ingår i släktet Musoniola och familjen Thespidae. Inga underarter finns listade i Catalogue of Life.